# Vessendorf
Vessendorf ist ein Ortsteil der Stadt Melle im Landkreis Osnabrück in Niedersachsen. Der Ort bildete bis 1970 eine Gemeinde im damaligen Landkreis Melle und gehört heute zum Meller Stadtteil Wellingholzhausen.

## Geographie
Vessendorf liegt im äußersten Südwesten des Stadtgebiets von Melle und lehnt sich an den Nordhang des Teutoburger Waldes an. Die höchste Erhebung ist der 193 Meter hohe Hülsbrink. Die ehemalige Bauerschaft besitzt keinen Dorfkern, sondern ist eine Streusiedlung mit einzelnen Gehöften.

## Geschichte
Die Bauerschaft Vessendorf gehörte bis zu den Napoleonischen Kriegen zum Amt Grönenberg des Hochstifts Osnabrück. Von 1807 bis 1810 gehörte Vessendorf zum Kanton Melle des napoleonischen Satellitenstaats Königreich Westphalen. Von 1811 bis 1813 gehörte der Ort unmittelbar zu Frankreich und dort zur Mairie Wellingholzhausen im Arrondissement Osnabrück des Departements der Oberen Ems. 1814 kam Vessendorf zum Königreich Hannover und bildete dort eine Gemeinde im Amt Grönenberg. 1867 fiel Vessendorf mit dem gesamten Königreich Hannover an Preußen und seit 1885 gehörte die Gemeinde zum Landkreis Melle. Innerhalb des Landkreises Melle gehörte die Gemeinde zur Samtgemeinde Wellingholzhausen. Am 1. Januar 1970 wurde Vessendorf in der ersten Phase der Gebietsreform in Niedersachsen in die Gemeinde Wellingholzhausen eingegliedert. Diese wiederum wurde am 1. Juli 1972 Teil der Stadt Melle.

## Einwohnerentwicklung
| Jahr | Einwohner | Quelle |
| ---- | --------- | ------ |
| 1845 | 336       | [ 2 ]  |
| 1871 | 276       | [ 3 ]  |
| 1910 | 236       | [ 4 ]  |
| 1939 | 201       | [ 5 ]  |
| 1950 | 261       | [ 6 ]  |
| 1961 | 167       | [ 6 ]  |

## Baudenkmale
In Vessendorf sind drei Hofgebäude am Lohbrink 9, Auf der Dille 2 und an der Vessendorfer Straße 59 denkmalgeschützt.